# Philodendron lindenii
Philodendron lindenii är en kallaväxtart som beskrevs av Heinrich Wilhelm Schott. Philodendron lindenii ingår i släktet Philodendron och familjen kallaväxter. Inga underarter finns listade.